# Крупа-на-Врбасу
Крупа-на-Врбасу (серб. Крупа на Врбасу / Krupa na Vrbasu) — село в общине Баня-Лука Республики Сербской Боснии и Герцеговины. Население составляет 1257 человек по переписи 2013 года.

## География
Село расположено в 25 километрах к югу от города Баня-Лука на дороге, соединяющей Яйце — Мрконич-Град. Под селом протекает подземная река Крупа, впадающая в реку Врбас.

## Население

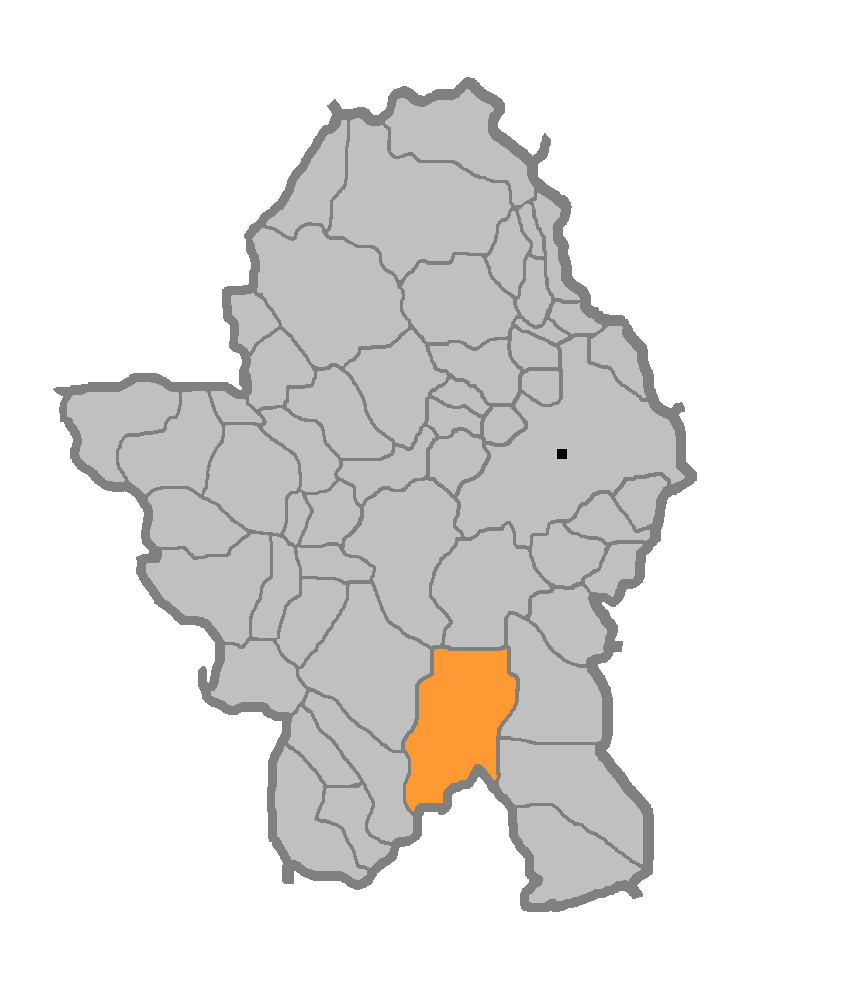
Крупа-на-Врбасу и её территория на карте общины Баня-Лука

## История
До 1963 года Крупа-на-Врбасу была центром одноимённой общины, которая позднее была включена в состав общины Баня-Лука. По переписи населения 1961 года в общине проживали 17438 человек, а в состав общины входили населённые пункты: Агино-Село, Бочац, Добрня, Дуяковци, Кола, Крмине, Крупа-на-Врбасу, Локвари, Лусичи, Любачево, Павичи, Рекавице, Стричичи и Шливно.

## Достопримечательности
В селе расположены три исторически важных объекта: партизанское кладбище, руины средневековой крепости Гребен и монастырь Крупа-на-Врбасе (в частности, церковь Святого Илии, известная как Илинка в народе). Также там есть деревянная церковь Святого Николая.

## Галерея

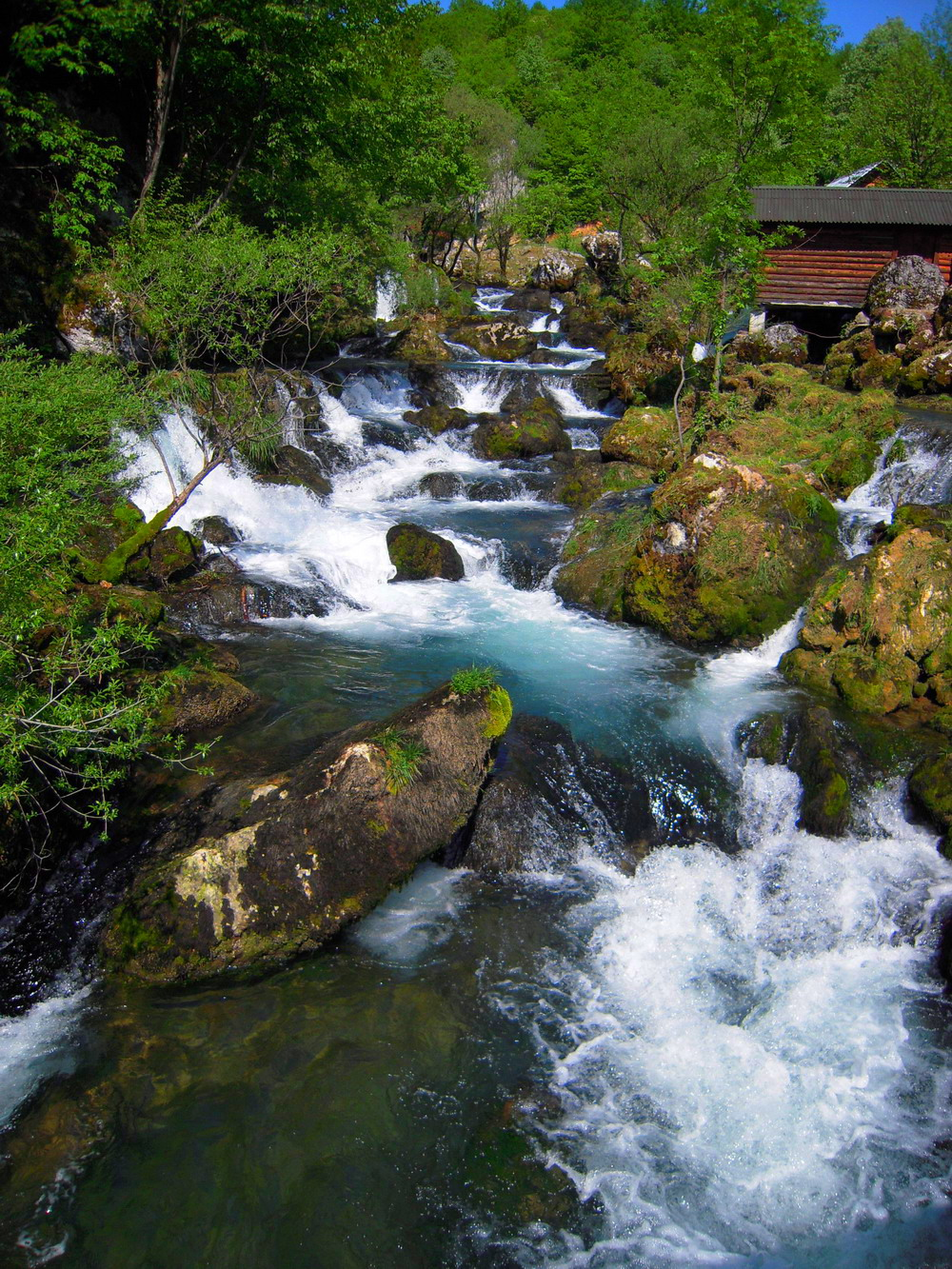
Берега реки Крупа
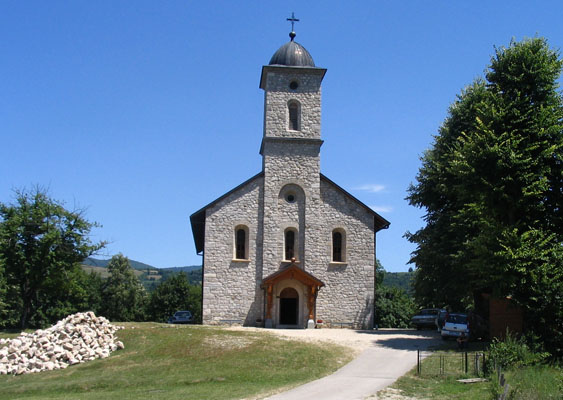
Церковь Святого Илии
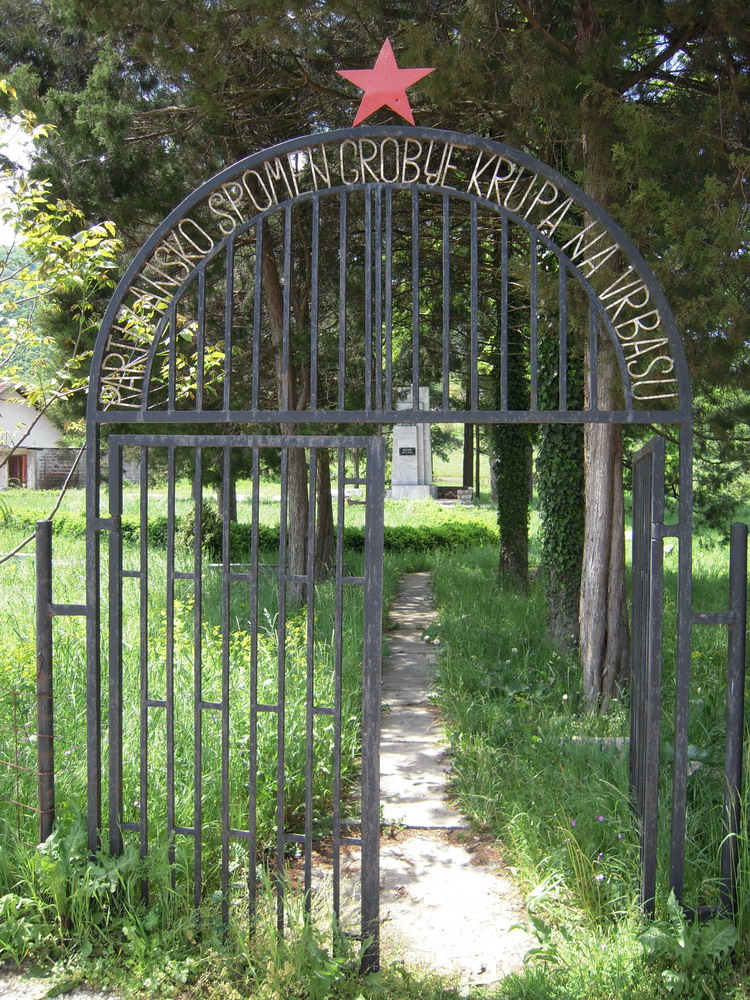
Партизанское кладбище
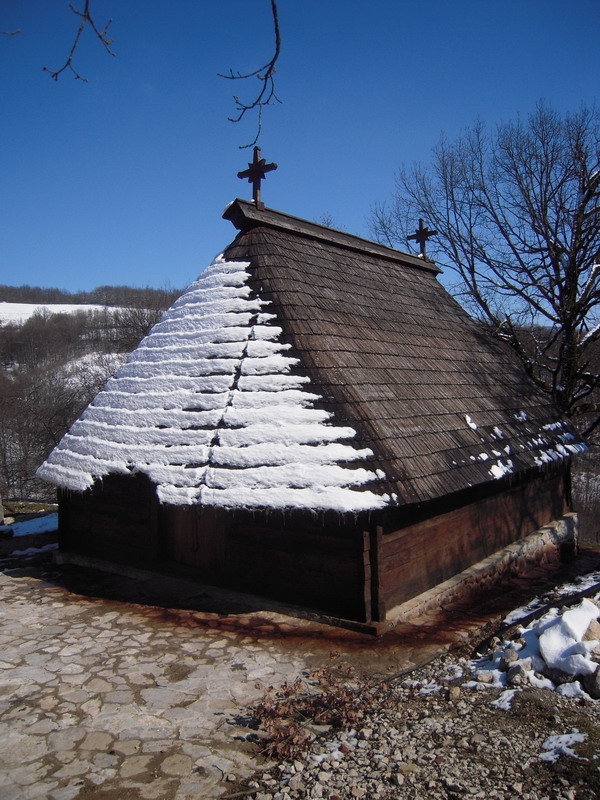
Деревянная церковь Святого Николая